# Circonscription électorale de la Flotte de la mer Noire
La circonscription électorale de la Flotte de la mer Noire est une circonscription créée pour l'élection de l'assemblée constituante russe de 1917. La circonscription électorale couvrait les forces militaires et les employés et les travailleurs dans les bases sous le commandement de la Flotte de la mer Noire.

## Résultats
| Parti                                                                        | Vote   | %     |
| ---------------------------------------------------------------------------- | ------ | ----- |
| Liste 6 - Socialistes-révolutionnaires                                       | 22,251 | 42.28 |
| Liste 1 - Socialistes-révolutionnaires ukrainiens                            | 12,895 | 24.50 |
| List 5 - Bolchéviques                                                        | 10,771 | 20.47 |
| Liste 2 - Tsentroflot et la branche de Sébastopol de l'Union des navigateurs | 4,769  | 9.06  |
| Liste 4 - Menchéviques                                                       | 1,943  | 3.69  |
| Liste 3                                                                      | ?      |       |
| Total :                                                                      | 52,629 |       |

| Bounakov-Fondaminsky | SR |